# 沢藤礼次郎
沢藤 礼次郎（さわふじ れいじろう、戸籍上は澤藤禮次郎　1928年12月14日 - 2004年8月23日）は、日本の政治家。衆議院議員（3期）。

## 経歴
岩手県和賀郡黒沢尻町（現・北上市）出身。沢藤幸治・ウメの長男。父親は同町の町長であった。黒沢尻中学校を経て海軍兵学校（77期）に進んだ。在学中に広島市への原子爆弾投下による犠牲者を見て反戦の意識が強まったという。戦後、盛岡農林専門学校（現・岩手大学農学部）に入り、1948年に卒業。1951年に母校の黒沢尻高校で定時制教諭になり、その後花巻農業高校の教諭などを務めた。また、沢令二のペンネームで執筆活動を行なっている。1961年に岩手県高教組の書記長、1968年同委員長に就任。岩手県原水爆禁止協議会会長も務めた。
1975年に日本社会党の公認を受けて岩手県議会選挙で初当選。2期目途中の1986年の第38回衆議院議員総選挙で旧岩手2区から社会党公認で出馬し、初当選。教員時代に交通事故に遭って右足に後遺症が残ったこともあり、同党の障害児（者）福祉推進議員連盟の結成を働きかけて副会長を務めるなど障害者福祉に積極的に携わった。また、護憲や平和問題にも注力している。
1994年には党の岩手県本部委員長に選出された。1996年には第1次橋本内閣で建設政務次官に就任したが、同年の総選挙で導入された小選挙区制の区割りで小沢一郎と同じ岩手4区となり、落選。その後は再び執筆活動を行なった。2000年に勲二等瑞宝章を受章。2004年2月には情報誌「風」を創刊し、反戦などを訴えている。同年8月23日、肝硬変で逝去。従四位が追贈された。